# Epitáfio

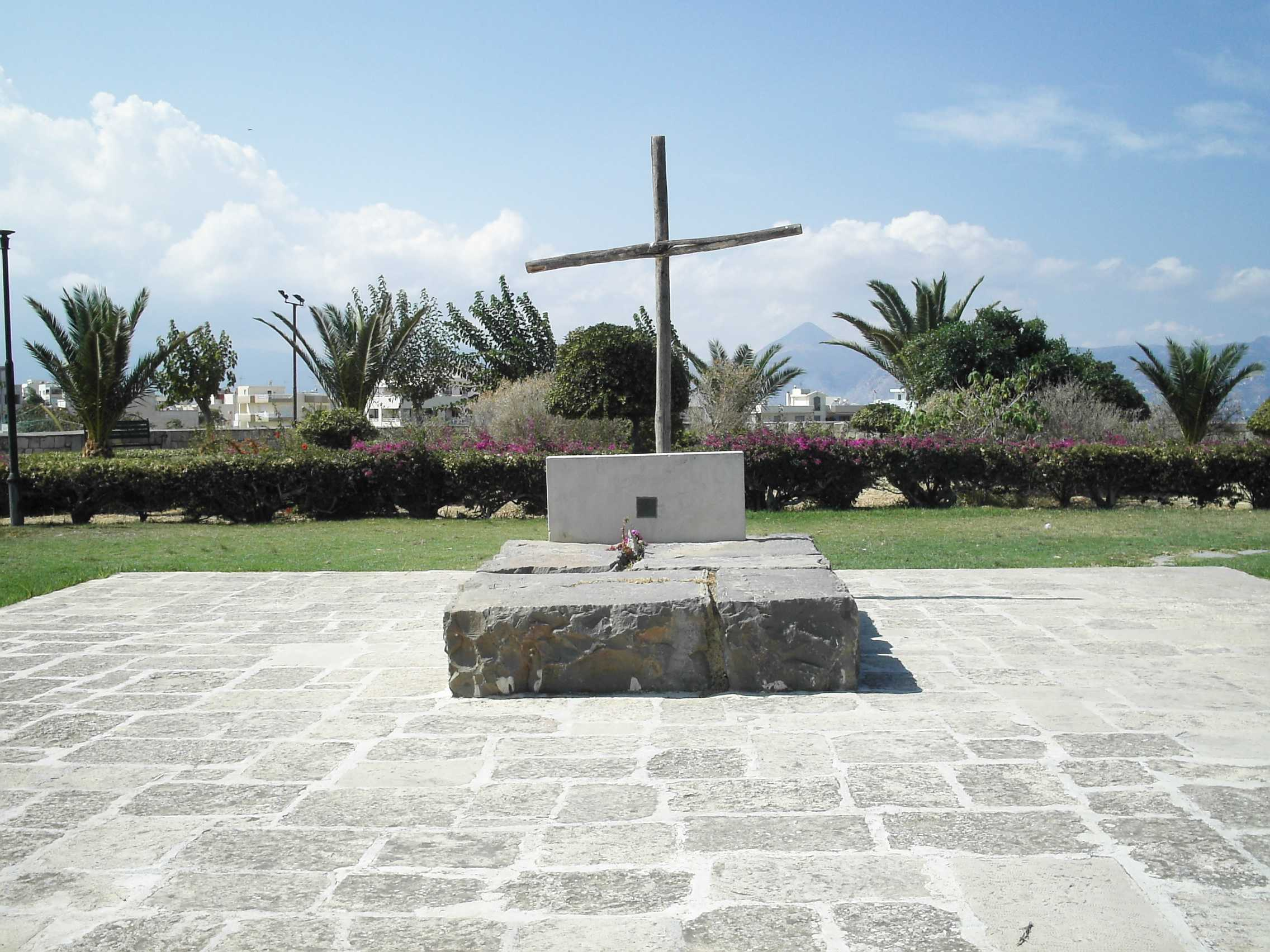
Túmulo do escritor grego Níkos Kazantzákis em Heraclião, cujo epitáfio é "Não espero nada. Não temo nada. Sou livre" (Δεν ελπίζω τίποτα. Δεν φοβούμαι τίποτα. Είμαι ελεύθερος)

Epitáfios (do grego antigo ἐπιτάφιος; "sobre a tumba") são frases escritas sobre túmulos, mausoléus e campas cemiteriais para homenagear pessoas ali sepultadas. Normalmente, os dizeres são colocados em placas de metal ou pedra. Tradicionalmente escritos em verso, alguns epitáfios são célebres como o de Robespierre:
Passant, ne pleure pas ma mort ("Passante, não chores minha morte")
Si je vivais tu serais mort. ("Se eu vivesse tu estarias morto")
A vida é noite: o sol tem véu de pedra.
- Commons
- Wikiquote
- Wikcionário